# Lepisorus mediocris
Lepisorus mediocris là một loài dương xỉ trong họ Polypodiaceae. Loài này được Ching & Khullar mô tả khoa học đầu tiên.
Danh pháp khoa học của loài này chưa được làm sáng tỏ. 